# Vasile Suciu (deputat)
Vasile Suciu (n. 15 septembrie 1945) este un fost deputat român în legislatura 2000-2004, ales în județul Cluj pe listele partidului PDSR iar din iunie 2001 a devenit membru PSD. În cadrul activității sale parlamentare, Vasile Suciu a fost membru în grupurile parlamentare de prietenie cu Republica Coreea și Republica Finlanda. 